# Batalla de El Rodeo
La Batalla de El Rodeo, fue un enfrentamiento armado entre realistas y patriotas que tuvo lugar en un sitio cercano a Guatire, Venezuela, el 12 de mayo de 1821, en medio de la Guerra de Independencia, de ese país. Los patriotas estaban comandados por el general José Francisco Bermúdez y los realistas por el coronel José María Hernández Monagas. La batalla duró tres horas, y resultó en victoria para las fuerzas patriotas.

## Antecedentes
En noviembre de 1820, el Libertador Simón Bolívar, había firmado con el general español Pablo Morillo un tratado de Armisticio (una tregua en las hostilidades). En enero de 1821, Maracaibo declara la independencia y el general Rafael Urdaneta ocupa la ciudad. Los españoles consideran que esta es una violación de la tregua. Bolívar, sabiendo que el grueso del Ejército español se encuentra apostado en el centro del país, ordena al general José Francisco Bermúdez (que se encuentra en las cercanías de Barcelona) iniciar un movimiento de distracción hacia Caracas. Urdaneta marcharía hacia la zona del actual estado Lara. Estos movimientos tenían por objeto obligar a los españoles a concentrarse en las llanuras del actual estado Carabobo. El 28 de abril Bermúdez sale de Barcelona con 1200 hombres y el coronel Agustín Armario se encargaría de hostilizar a los realistas apostados en Cumaná para evitar que pudieran perseguirlo en su marcha hacia Caracas). El 7 de mayo Bermúdez y sus hombres atraviesan el río Cúpira y al día siguiente avista a una columna española al norte de la laguna de Tacarigua. Se sucede un enfrentamiento. Bermúdez sale victorioso y al día siguiente toma el pueblo de El Guapo. El día 11 los patriotas llegan a Caucagua y derrotan nuevamente a los realistas en Chuspita. En este combate se sumaron dieciséis hombres, al mando del guatireño José Félix Parra, quien informó a Bermúdez que un importante contingente de españoles lo esperaban en Guatire.

## Batalla
El 12 de mayo, Bermúdez llega a El Rodeo y asume posiciones. Instala cañones en las dos colinas aledañas al camino hacia oriente. También deja un importante destacamento en el sitio cercano de Araira. Los españoles lo atacan y los patriotas responden con fuego de artillería, seguido de un ataque de los lanceros. Una y otra vez los españoles cargan contra los patriotas y son repelidos. Bermúdez los obliga a concentrarse en una llanura cercana, al suroeste de las colinas. Después de tres horas de combate la victoria es para los patriotas y el camino hacia Caracas está despejado.  Bermúdez deja un destacamento en El Rodeo y marcha hacia Caracas.
El brigadier español Ramón Correa Capitán General interino de Venezuela abandona Caracas. Bermúdez lo persigue hacia los Valles de Aragua. El Mariscal Miguel de la Torre, que se proponía atacar a las tropas de Simón Bolívar (apostado en San Carlos), envía importantes destacamentos en ayuda de Correa, lo cual debilita sus fuerzas. Bermúdez, cumplida ya su misión de distracción se repliega nuevamente a Guatire.  De aquí pasará a Oriente. En Machurucuto se entera de la victoria definitiva de los patriotas en Carabobo.

## Importancia
Los movimientos de distracción de Bermúdez, (llamados la «Diversión de Bermúdez»)  moviéndose de Oriente a Guatire, de aquí a Caracas, a los Valles de Aragua, luego nuevamente a Guatire, después a los Valles del Tuy y posteriormente hacia Caracas y por último a Guatire y Barlovento distrajeron a los españoles, los hicieron debilitarse y con ello ayudaron a la victoria final en Carabobo.